# Panclintis socia
Panclintis socia är en fjärilsart som beskrevs av Edward Meyrick 1929. Panclintis socia ingår i släktet Panclintis och familjen Agonoxenidae. Inga underarter finns listade i Catalogue of Life.